# Agar.io
Agar.io là trò chơi hành động nhiều người chơi được phát triển bởi Matheus Valadares. Trong trò chơi, người chơi điều khiển một tế bào trên bản đồ (tiêu biểu cho một Đĩa Petri). Mục tiêu là đạt được khối lượng nhiều có thể bằng cách nuốt các tế bào nhỏ hơn mà không bị nuốt bởi các tế bào lớn hơn. Tên Agar.io xuất phát từ chất agar, sử dụng để nuôi cấy vi khuẩn.
Trò chơi lúc đầu được quảng cáo trên 4chan vào ngày 28 tháng 4 năm 2015 dưới dạng trò chơi trên trình duyệt. Sau đó lan truyền trên các phương tiện truyền thông như YouTube và Twitch.tv. Vào 3 tháng 5 năm 2015 Agar.io gia nhập Steam và phát triển thêm các tính năng mới cho phiên bản trình duyệt. Vào ngày 8 tháng 7 năm 2015 Miniclip công bố phiên bản trò chơi trên Android và iOS.

## Lối chơi
Mục đích Agar.io là phát triển một tế bào, người chơi phải điều khiển các khối tròn, bằng cách nuốt các viên và các tế bào nhỏ hơn mà không bị nuốt bởi các tế bào lớn hơn.Người chơi có thể chơi chế độ deathmatch (FFA) hoặc chơi đội. Không có đích đến cuối cùng; người chơi phải bắt đầu lại khi mọi tế bào người đó bị nuốt. Có những tên định sẵn hiển thị một phong cách mới của tế bào người chơi.
Agar.io bao gồm 3 thực thể: viên, tế bào và virus:
- Viên nằm rải rác ngẫu nhiên trên bản đồ, có nhiều màu sắc. Khi nuốt chúng, kích thước tế bào sẽ tăng lên một chút.
- Tế bào được điều khiển bởi mỗi người chơi. Chỉ khi các tế bào đối phương nhỏ hơn mới có thể nuốt được, có thể nuốt trực tiếp hoặc tách ra (phân bào). Các tế bào di chuyển càng chậm khi càng lớn dần (nặng hơn) và giảm dần kích thước (khối lượng) theo thời gian.
- Virus tách các tế bào lớn hơn thành nhiều mảnh. Các tế bào nhỏ hơn có thể ẩn đằng sau virus để bảo vệ khỏi sự tấn công của các tế bào lớn hơn. Có thể cho virus ăn để tạo ra virus khác tại hướng mong muốn bằng cách phóng một lượng mass vào virus (nhấn nút W). Trong chế độ Experimental, khi phóng mass vào virus, chúng sẽ bị "đẩy" theo hướng của người chơi. Nếu người chơi tách mảnh tối đa (16 mảnh), tế bào đó có thể "ăn" virus mà không bị phân đôi thêm (+100 mass cho mỗi virus).
- Virus 'Viên' khi tế bào của người chơi đủ độ lớn va vào virus này thì nó sẽ phân ra thành nhiều mảnh khác nhau (giống như Virus), tế bào sẽ chết nếu như lao vào virus này (nếu có độ lớn nhỏ hơn), và toàn bộ lượng mass của người chơi sẽ bị phân tán ra xung quanh. Chúng chỉ xuất hiện trong chế độ Experimental. Virus 'viên' đồng thời cũng "ăn" các virus bị người chơi đẩy vào. Tương tự virus, chúng cũng có thể bị "ăn" khi tế bào của người chơi đã đạt số mảnh tối đa.

Có thể tách các tế bào mà tế bào bị tách ra theo hướng trỏ chuột. Sử dụng cách này như việc tấn công từ xa để nuốt các tế bào khác, hoặc để trốn thoát khỏi tình huống nguy hiểm, hoặc để di chuyển nhanh hơn trên bản đồ. Việc tách tế bào dần dần cũng kết hợp lại thành một. Người chơi có thể giải phóng một phần nhỏ khối lượng của mình để phát triển một tế bào khác hoặc nuôi virus, tách có thể thực hiện nhiều lần. Lượng mass nhỏ nhất để có thể thực hiện việc tách đôi tế bào là 36.
Tế bào của người chơi có thể có nhiều màu. Có thể chỉnh skin cho tế bào trong mục shop của game (phải mua bằng tiền trong game, có thể kiếm bằng cách mua coin hoặc hoàn thành nhiệm vụ và mục free coin) hoặc điền tên của skin để sử dụng miễn phí.

## Chế độ chơi

### Phiên bản web
Trong phiên bản web của Agar.io, nhà phát hành chia ra 4 chế độ chơi:
- FFA (Free For All) Như tên gọi, đây là chế độ chơi có luật công bằng với tất cả mọi người. Toàn bộ người chơi phải tự thân điều khiển tế bào, không được dựa dẫm hoặc chơi theo lối đồng đội. Để tránh gian lận, chế độ chơi này có một cơ chế "anti-teaming": Nếu tế bào của người chơi phóng mass quá nhiều (nhấn W), hoặc va vào virus nhiều lần thì tế bào sẽ nhỏ đi nhanh chóng. Tuy nhiên, người chơi vẫn có thể "ăn" virus mà không bị teo nhỏ khi có tổng số mảnh là 16.
- Experimental (Thử nghiệm) Là chế độ chơi để thử nghiệm những cơ chế, thực thể mới trong trò chơi. Tương tự FFA, chế độ này cũng có "anti-teaming". Đây là nơi duy nhất xuất hiện , Virus nâu sẽ nhả ra những viên bảo quanh chúng, Virus nâu có thể nuốt tế bào do người chơi điều khiển khi các tế bào đó nhỏ hơn chúng.
- Team (Đội) Trong chế độ này, người chơi được phân làm 3 đội: Xanh nước biển, Xanh lá, Đỏ một cách ngẫu nhiên. Tế bào của mỗi người trong cùng một đội không thể bị "ăn" bởi người trong đội đó. Khi hai tế bào cùng màu va chạm với nhau, chúng sẽ "đẩy" nhau. Màu sắc của các tế bào trong cùng đội không thực sự thống nhất mà chúng có thể thẫm hoặc nhạt hơn so với màu gốc. Chế độ này cũng được trang bị "anti-teaming", nhưng cơ chế hoạt động có phần khác biệt: "Anti-teaming" không bị kích hoạt khi tế bào phóng mass nhiều. Nếu hai người trong hai đội khác nhau cố ý gian lận, tế bào của họ bị nhỏ đi.
- Party Đây là chế độ để người chơi tùy ý chơi theo đội hoặc chơi một mình. Không có bất kì một cơ chế chống gian lận nào.